# Курилы (деревня)
Курилы — деревня в Демидовском районе Смоленской области России. Входит в состав Слободского сельского поселения. По состоянию на 2007 год постоянного населения не имеет.
Расположена в северо-западной части области в 38 км к северо-востоку от Демидова, в 32 км западнее автодороги Р133 Смоленск — Невель. В 86 км южнее деревни расположена железнодорожная станция О.п. 430-й км на линии Москва — Минск.

## История
В годы Великой Отечественной войны деревня была оккупирована гитлеровскими войсками в июле 1941 года, освобождена в сентябре 1943 года.